# Пирсон, Стивен
Сти́вен Пол Пи́рсон (англ. Stephen Paul Pearson; 2 октября 1982, Ланарк, Шотландия) — шотландский футболист. Левый вингер. Выступал в национальной сборной Шотландии. За свою карьеру также играл за «Мотеруэлл», «Селтик», «Сток Сити», «Дерби Каунти», «Бристоль Сити» и «Керала Бластерс».

## Ранние годы
Пирсон родился 2 октября 1982 года в шотландском Ланарке. В детстве он посещал среднюю школу «Our Lady» (англ. Our Lady's High School) в Мотеруэлле, Северный Ланаркшир. Стивен стал одним из множества футболистов, которые окончили это учебное заведение, среди которых Мэтт Басби, Билли Макнилл и Бобби Мердок. Начиная ещё с юных лет, Пирсон болел за глазговский «Селтик». Тем не менее карьеру футболиста шотландец начал в клубе «Мотеруэлл», который заинтересовался в услугах молодого футболиста после того, как он забил победный гол в финале школьных соревнований для игроков, не достигших 18-летнего возраста.

## Клубная карьера

### «Мотеруэлл»
«Мотеруэлл» в это время испытывал серьёзные финансовые проблемы — клуб был на грани банкротства, и руководство было вынуждено пойти на крайние меры, продав 19 игроков основного состава. Вследствие этого многие молодые игроки, такие как Пирсон и его друг Джеймс Макфадден, получили возможность достаточно рано заиграть во взрослом футболе.
Данные обстоятельства не могли сразу положительно сказаться на результатах клуба — по итогам сезона 2002/03 «Мотеруэлл» занял последнее место в турнирной таблице чемпионата Шотландии. «Сталевары» не покинули премьер-лигу лишь потому, что Шотландская футбольная ассоциация признала стадион победителя Первого шотландского дивизиона, «Фалкирка», непригодным для игр на уровне элитной лиги Шотландии. А уже к декабрю следующего года молодой и амбициозный «Мотеруэлл» занимал место в середине турнирной таблицы первенства страны. В это же время Пирсон был впервые вызван в национальную сборную Шотландии.

### «Селтик»
Несмотря на очевидный прогресс, финансовое положение «Мотеруэлла» оставалось достаточно шатким, поэтому руководство клуба рассматривало все приемлемые предложения по трансферу своих футболистов в другие команды. Этим воспользовался «Селтик» — в январе 2004 года главный тренер «кельтов» Мартин О'Нил сделал «сталеварам» предложение по Пирсону в размере 350 тысяч фунтов стерлингов. Сумма трансфера устроила руководство «Мотеруэлла», и Стивен реализовал свою детскую мечту, перейдя в стан своего любимого клуба. По приходе к «бело-зелёным» Стивен начал оправдывать выданные ему авансы — он сыграл важнейшую роль в победе «Селтика» над «Барселоной» в 1/8 финала Кубка УЕФА 2003/04, вышел в стартовом составе «кельтов» в победном для глазговского клуба финале Кубка Шотландии против «Данфермлин Атлетик». По итогам сезона Пирсон по праву был признан «Лучшим молодым игроком года по версии футболистов».
Следующий сезон для Стивена сложился неудачно, несмотря на то, что в этом футбольном году, он сыграл 5 матчей за сборную Шотландии, в «Селтике» он провёл всего 9 игр вследствие череды травм. В сезоне 2005/06 Пирсон лишь 3 раза появился в стартовом составе «кельтов». В январе 2006 года состоялся предметный разговор Стивена с наставником «бело-зелёных» Гордоном Страканом, который заверил футболиста, что тот при качественной работе на тренировках и матчах может рассчитывать на более частую игру в основе клуба. Всего в сезоне 2005/06 сыграл 20 матчей, забил 2 гола, в том числе в ворота «Харт оф Мидлотиан». Этот гол помог «Селтику» победить эдинбургцев 3:2.
С «кельтами» Пирсон выиграл три звания чемпиона Шотландии, но так и не стал игроком основного состава «бело-зелёных». В августе 2006 года бывший тренер «Мотеруэлла», а в тот момент наставник английского «Дерби Каунти», Билли Дэвис предпринял попытку приобрести Стивена для своего клуба за 600 тысяч фунтов стерлингов, но его ждал отказ Стракана, заявившего, что шотландский полузащитник не продаётся. Отъезд плеймейкера «кельтов» Стилияна Петрова в «Астон Виллу» дал Пирсону надежду на возвращение в основной состав «Селтика» и, несмотря на слухи о скором уходе из глазговского клуба, он выдал отличную игру в матче Лиги чемпионов, где «бело-зелёные» встречались с португальской «Бенфикой». «Кельты» победили 3:0, а Стивен забил один из мячей. Сам Пирсон отозвался об этом голе, как об «одном из самых важных» в его карьере.

### «Дерби Каунти»
10 января 2007 года Стивен всё же подписал контракт с «Дерби Каунти». Соглашение было рассчитано на три с половиной года, «бараны» заплатили «Селтику» за шотландца 750 тысяч фунтов. Через три дня Пирсон дебютировал в составе «Каунти» в игре с «Шеффилд Уэнсдей». По итогам сезона 2006/07 «Дерби» занял третье место в первом английском дивизионе. За выход в английскую премьер-лигу клуб должен был сойтись в переходных играх плей-офф с другими претендентами. В этих встречах Пирсон проявил себя настоящим лидером команды — 12 мая он заработал пенальти, который принёс победу «Каунти» в первом полуфинальном матче против «Саутгемптона», а 28 мая, забив единственный гол в ворота «Вест Бромвич Альбион» в финальном поединке переходного турнира, шотландец добыл для «Дерби» путёвку в высший дивизион Англии. В прессе этот мяч окрестили «голом на 60 миллионов фунтов», именно столько «бараны» получили за свой успех от английской футбольной ассоциации.
В следующем сезоне «Дерби» демонстрировал плохую игру, Пирсон был единственным светлым «пятном». Но с течением времени и он стал играть невнятно, вскоре потеряв место в основном составе «Каунти». После этого шотландец был отдан в трёхмесячную аренду в «Сток Сити», за который сыграл четыре матча. Договор аренды предполагал выкуп прав «Сити» в случае их заинтересованности в услугах Стивена — этого не произошло, и полузащитник вернулся в «Дерби».
В июле 2008 года «Каунти» и «Бирмингем Сити» договорились о переходе Пирсона в стан «синих» за 600 тысяч фунтов. Позже футболист согласовал с командой из Уэст-Мидлендса персональный контракт. Медицинское обследование в Бирмингеме показало у шотландца наличие надрыва мышц паха, из-за которого «Сити» отказался подписывать игрока на постоянной основе, однако согласившись взять его в аренду с правом выкупа. Такой поворот дел не устроил Пирсона, и он отказался от перехода на таких условиях. На старте сезона 2008/09 набравший неплохую форму Стивен демонстрировал неплохую игру, забив гол во втором туре в ворота «Суонси Сити», но в конце сентября шотландец получил травму, выбившую его из строя на 4 месяца. Впервые после травмы Пирсон вышел на поле 15 февраля 2009 года в матче пятого раунда Кубка Англии против «Манчестер Юнайтед». В этом поединке он усугубил своё повреждение, выбыв ещё на месяц.
Следующий футбольный год Пирсон провёл более эффективно, сыграв 41 встречу, забив один гол.
В декабре 2009 года шотландец продлил с «Каунти» контракт до конца сезона 2011/12.
24 апреля, отыграв поединок «Дерби» — «Бристоль Сити», Стивен отправился на плановую операцию на колене, которая прошла успешно. Восстановление полузащитника по заверениям врачей должно было продлиться 4 месяца. Впервые после операции шотландец появился на поле 18 сентября, выйдя на замену на 65-й минуте встречи с «Барнсли». 6 ноября Стивен сыграл свой сотый матч за «Дерби», приняв участие в поединке против «Портсмута».

### «Бристоль Сити»
4 ноября 2011 года Пирсон на првах аренды перебрался в клуб «Бристоль Сити». Договор между ссуды между «баранами» и «малиновками» был заключён сроком до 2 января 2012 года. На следующий день вингер удачно дебютировал в своей новой временной команде, отличившись голом в победной игре «Бристоля» с «Бернли». Своими выступлениями Пирсон впечатлил наставника «Сити» Дерека Макиннеса, который подтвердил, что клуб проведёт переговоры с «Дерби Каунти» по поводу выкупа трансфера шотландца. 6 января 2012 года контракт Стивена с «баранами» был расторжен по обоюдному согласию сторон, и в тот же день он поставил свою подпись под соглашением о сотрудничестве с «малиновками» сроком до конца сезона 2011/12. В первом же матче в качестве полноценного игрока «Бристоля», коим был поединок Кубка Англии с «Кроули Таун», шотландец был удалён с поля за две жёлтые карточки, а его команда неожиданно уступила «красным дьяволам» 0:1.

## Сборная Шотландии
В период с 2002 по 2003 год Стивен играл за молодёжную команду своей страны.
Впервые Пирсон был вызван в национальную сборную Шотландии 8 ноября 2003 года на стыковой матч в рамках отборочных игр к чемпионату Европы 2004 против Нидерландов. В этом поединке он и дебютировал в составе «тартановой армии», вследствие чего привлёк к себе интерес со стороны клубов Британии. На сегодняшний день Пирсон сыграл 10 матчей за сборную Шотландии.

## Достижения

### Командные достижения
«Селтик»
- Чемпион Шотландии (3): 2003/04, 2005/06, 2006/07
- Обладатель Кубка Шотландии: 2003/04
- Обладатель Кубка шотландской лиги: 2005/06

### Личные достижения
- Молодой игрок года по версии футболистов Профессиональной футбольной ассоциации Шотландии: 2004

## Личная жизнь
В июне 2010 года состоялась свадьба Стивена и бывшей Мисс Шотландии, Эйслинг Фрил, с которой он до этого встречался на протяжении двух лет.

## Клубная статистика
| Клуб                       | Сезон                      | Чемпионат | Чемпионат | Кубок | Кубок | Кубок Лиги | Кубок Лиги | Плей-офф Лиги | Плей-офф Лиги | Еврокубки | Еврокубки | Итого | Итого |
| Клуб                       | Сезон                      | Игры      | Голы      | Игры  | Голы  | Игры       | Голы       | Игры          | Голы          | Игры      | Голы      | Игры  | Голы  |
| -------------------------- | -------------------------- | --------- | --------- | ----- | ----- | ---------- | ---------- | ------------- | ------------- | --------- | --------- | ----- | ----- |
| Мотеруэлл                  | 2000/01                    | 6         | 0         | —     | —     | —          | —          | —             | —             | —         | —         | 6     | 0     |
| Мотеруэлл                  | 2001/02                    | 27        | 2         | 1     | 0     | 1          | 0          | —             | —             | —         | —         | 29    | 2     |
| Мотеруэлл                  | 2002/03                    | 29        | 6         | 4     | 0     | 1          | 0          | —             | —             | —         | —         | 35    | 6     |
| Мотеруэлл                  | 2003/04                    | 18        | 4         | —     | —     | 1          | 1          | —             | —             | —         | —         | 19    | 5     |
| Мотеруэлл                  | 2014/15                    | 4         | 0         | —     | —     | —          | —          | —             | —             | —         | —         | 4     | 0     |
| Всего за «Мотеруэлл»       | Всего за «Мотеруэлл»       | 84        | 12        | 5     | 0     | 3          | 1          | 0             | 0             | 0         | 0         | 92    | 13    |
| Селтик                     | 2003/04                    | 17        | 3         | 5     | 0     | —          | —          | —             | —             | 6         | 0         | 28    | 3     |
| Селтик                     | 2004/05                    | 8         | 0         | —     | —     | 1          | 0          | —             | —             | —         | —         | 9     | 0     |
| Селтик                     | 2005/06                    | 18        | 2         | 1     | 0     | 1          | 0          | —             | —             | —         | —         | 20    | 2     |
| Селтик                     | 2006/07                    | 13        | 1         | —     | —     | 2          | 0          | —             | —             | 4         | 1         | 19    | 2     |
| Всего за «Селтик»          | Всего за «Селтик»          | 56        | 6         | 6     | 0     | 4          | 0          | 0             | 0             | 10        | 1         | 76    | 7     |
| Дерби Каунти               | 2006/07                    | 9         | 0         | 1     | 0     | —          | —          | 3             | 1             | —         | —         | 13    | 1     |
| Дерби Каунти               | 2007/08                    | 24        | 0         | 2     | 0     | 1          | 0          | —             | —             | —         | —         | 27    | 0     |
| Дерби Каунти               | 2008/09                    | 12        | 1         | 1     | 0     | —          | —          | —             | —             | —         | —         | 13    | 1     |
| Дерби Каунти               | 2009/10                    | 37        | 1         | 4     | 0     | 1          | 0          | —             | —             | —         | —         | 42    | 1     |
| Дерби Каунти               | 2010/11                    | 30        | 1         | —     | —     | —          | —          | —             | —             | —         | —         | 30    | 1     |
| Дерби Каунти               | 2011/12                    | —         | —         | —     | —     | 1          | 0          | —             | —             | —         | —         | 1     | 0     |
| Всего за «Дерби Каунти»    | Всего за «Дерби Каунти»    | 112       | 3         | 8     | 0     | 3          | 0          | 3             | 1             | 0         | 0         | 126   | 4     |
| Сток Сити                  | 2007/08                    | 4         | 0         | —     | —     | —          | —          | —             | —             | —         | —         | 4     | 0     |
| Всего за «Сток Сити»       | Всего за «Сток Сити»       | 4         | 0         | 0     | 0     | 0          | 0          | 0             | 0             | 0         | 0         | 4     | 0     |
| Бристоль Сити              | 2011/12                    | 28        | 3         | 1     | 0     | —          | —          | —             | —             | —         | —         | 29    | 3     |
| Бристоль Сити              | 2012/13                    | 36        | 3         | 1     | 0     | 1          | 0          | —             | —             | —         | —         | 38    | 3     |
| Бристоль Сити              | 2013/14                    | 6         | 1         | —     | —     | —          | —          | —             | —             | —         | —         | 6     | 1     |
| Всего за «Бристоль Сити»   | Всего за «Бристоль Сити»   | 70        | 7         | 2     | 0     | 1          | 0          | 0             | 0             | 0         | 0         | 73    | 7     |
| Керала Бластерс            | 2014                       | 17        | 1         | —     | —     | —          | —          | —             | —             | —         | —         | 17    | 1     |
| Всего за «Керала Бластерс» | Всего за «Керала Бластерс» | 17        | 1         | 0     | 0     | 0          | 0          | 0             | 0             | 0         | 0         | 17    | 1     |
| Всего за карьеру           | Всего за карьеру           | 343       | 29        | 21    | 0     | 11         | 1          | 3             | 1             | 10        | 1         | 388   | 32    |

(откорректировано по состоянию на 7 марта 2015)

## Матчи и голы за сборную Шотландии
| №  | Дата             | Место                                    | Оппонент   | Счёт | Голы Пирсона | Соревнование                                                      |
| 1  | 15 ноября 2003   | «Хэмпден Парк», Глазго, Шотландия        | Нидерланды | 1:0  | —            | Отборочный матч чемпионата Европы по футболу 2004 (стыковые игры) |
| 2  | 18 февраля 2004  | «Миллениум», Кардифф, Уэльс              | Уэльс      | 0:4  | —            | Товарищеский матч                                                 |
| 3  | 18 августа 2004  | «Хэмпден Парк», Глазго, Шотландия        | Венгрия    | 0:3  | —            | Товарищеский матч                                                 |
| 4  | 3 сентября 2004  | «Сьюдад де Валенсия», Валенсия, Испания  | Испания    | 1:1  | —            | Товарищеский матч                                                 |
| 5  | 9 октября 2004   | «Хэмпден Парк», Глазго, Шотландия        | Норвегия   | 0:1  | —            | Отборочный матч чемпионата мира по футболу 2006                   |
| 6  | 17 ноября 2004   | «Истер Роуд», Эдинбург, Шотландия        | Швеция     | 1:4  | —            | Товарищеский матч                                                 |
| 7  | 22 августа 2007  | «Питтодри», Абердин, Шотландия           | ЮАР        | 1:0  | —            | Товарищеский матч                                                 |
| 8  | 12 сентября 2007 | «Парк де Пренс», Париж, Франция          | Франция    | 1:0  | —            | Отборочный матч чемпионата Европы по футболу 2008                 |
| 9  | 13 октября 2007  | «Хэмпден Парк», Глазго, Шотландия        | Украина    | 3:1  | —            | Отборочный матч чемпионата Европы по футболу 2008                 |
| 10 | 17 октября 2007  | Стадион Бориса Пайчадзе, Тбилиси, Грузия | Грузия     | 0:2  | —            | Отборочный матч чемпионата Европы по футболу 2008                 |

Итого: 10 матчей / 0 голов; 4 победы, 1 ничья, 5 поражений.
(откорректировано по состоянию на 17 октября 2007)

### Сводная статистика игр/голов за сборную
| Сборная          | Год              | Отборочные матчи ЧМ | Отборочные матчи ЧМ | Финальные матчи ЧМ | Финальные матчи ЧМ | Отборочные матчи ЧЕ | Отборочные матчи ЧЕ | Финальные матчи ЧЕ | Финальные матчи ЧЕ | Товарищеские матчи | Товарищеские матчи | Итого | Итого |
| Сборная          | Год              | Игры                | Голы                | Игры               | Голы               | Игры                | Голы                | Игры               | Голы               | Игры               | Голы               | Игры  | Голы  |
| ---------------- | ---------------- | ------------------- | ------------------- | ------------------ | ------------------ | ------------------- | ------------------- | ------------------ | ------------------ | ------------------ | ------------------ | ----- | ----- |
| Шотландия        | 2003             | —                   | —                   | —                  | —                  | 1                   | 0                   | —                  | —                  | —                  | —                  | 1     | 0     |
| Шотландия        | 2004             | 1                   | 0                   | —                  | —                  | —                   | —                   | —                  | —                  | 4                  | 0                  | 5     | 0     |
| Шотландия        | 2007             | —                   | —                   | —                  | —                  | 3                   | 0                   | —                  | —                  | 1                  | 0                  | 4     | 0     |
| Всего за карьеру | Всего за карьеру | 1                   | 0                   | 0                  | 0                  | 4                   | 0                   | 0                  | 0                  | 5                  | 0                  | 10    | 0     |

(откорректировано по состоянию на 17 октября 2007)